# قائمة الأعياد الصينية التقليدية
الأعياد الصينية التقليدية هي جزء أساسي من الحصاد ,الصلاة. أهم عطلة صينية هي رأس السنة الصينية (عيد الربيع)، الذي يحتفل به أيضا الجاليات الصينية العرقية في الخارج. وتتم جدولة جميع الأعياد التقليدية وفقا للتقويم الصيني (باستثناء تشينغ مينغ وأيام الانقلاب الشتوي، تقع على كل تشي جي في التقويم الزراعي).

## القائمة
| تاريخ التقويم القمري الصيني                                              | تاريخ الميلادي          | الاسم الصيني                                 | الاسم العربي                                                              | الوصف |
| ------------------------------------------------------------------------ | ----------------------- | -------------------------------------------- | ------------------------------------------------------------------------- | --- |
| اليوم الأول من الشهر الأول                                               | الثلاثاء 1 فبراير 2022  | - 農曆新年 / 农历新年 - 春節 / 春节 - 大年初 | رأس السنة الصينية (مهرجان الربيع)                                         | إطلاق الألعاب النارية بعد منتصف الليل، زيارة أفراد العائلة |
| اليوم الخامس عشر من الشهر الأول                                          | الثلاثاء 15 فبراير 2022 | - 元宵節 / 元宵节                            | مهرجان الفانوس                                                            | موكب فانوس ورقص الأسد الاحتفال بأول لقمر مكتمل. أكل (تانجيوان) هذا اليوم هو أيضا اليوم الأخير من الاحتفال بالعام الجديد. هذا هو يوم السياحة في تايوان                                                                  |
| اليوم الثاني من الشهر الثاني                                             | الجمعة 4 مارس 2022      | - 中和節 / 中和节 - 青龍節 / 青龙节          | مهرجان تشونغي (مهرجان التنين الأزرق)                                      | تناول الفطائر الصينية (تشون بونج، 春餅) والمعكرونة، وتنظيف المنزل. يعرف أيضا باسم التنين رفع رأسه هذا هو عيد ميلاد اله الأرض في تايوان                                                                                 |
| اليوم الثالث من الشهر الثالث                                             | الأحد 3 أبريل 2022      | - 上巳節 / 上巳节                            | مهرجان شانغسي                                                             | يوم المرأة الصينية التقليدية، ويعرف أيضا باسم 婦女節 / 妇女节 (فو نو جي). |
| 104 أيام بعد الانقلاب الشتوي.                                            | الاثنين 4 أبريل 2022    | - 清明節 / 清明节                            | مهرجان تشينغمينغ (مهرجان كنس المقابر، يوم كنس المقابر، مهرجان واضح ومشرق) | زيارة وتنظيف مقابر الأجداد وتقديم القرابين لها، نزهة الربيع. |
| 105 يوم بعد دونغجي                                                       | السبت 5 أبريل 2022      | 寒食節 / 寒食节                              | مهرجان الطعام البارد                                                      | |
| اليوم الثامن من الشهر الرابع                                             | الأحد 8 مايو 2022       | - 佛誕 / 佛诞                                | عيد ميلاد بوذا                                                            | زيارة المعبد البوذي، وتقديم الطعام للرهبان. |
| اليوم الخامس من الشهر الخامس                                             | الجمعة 3 يونيو 2022     | - 端午節 / 端午节                            | مهرجان دوانوو (مهرجان قوارب التنين)                                       | سباق قوارب التنين وتناول الأرز اللزج الملفوف في أوراق اللوتس). هذا المهرجان يحيي ذكرى الشاعر القديم كو يوان؛ شرب ننبيذ الأرز الأصفر، له صلة بأسطورة سيدة الثعبان الأبيض                                                |
| اليوم السابع من الشهر السابع                                             | الخميس 4 أغسطس 2022     | - 七夕                                       | مهرجان قاكسا (ليلة السباعية، مهرجان العقعق، عيد الحب الصيني)              | وفقا للأسطورة، سقطت الإلهة «زي نو» (النجم فيغا) في حب الصبي المزارع «نيو لانغ» (النجم ألتير)، ولكن رفض الأمر الآلهة والدتها. كعقاب، تم فصلهم من قبل درب التبانة ويمكن أن يجتمعوا مرة واحدة فقط في السنة في هذه الليلة. |
| الليلة الخامسة عشرة من الشهر السابع (الرابع عشر في بعض مناطق جنوب الصين) | الجمعة 12 أغسطس 2022    | - 中元節 / 中元节                            | مهرجان الاشباح                                                            | حرق نقود ورقية وهمية وتقديم القرابين إلى الأجداد والموتى لتعزية لهم في الآخرة ومنعهم من إزعاج الأحياء. |
| الخامس عشر من الشهر الثامن                                               | السبت 10 سبتمبر 2022    | - 中秋節 / 中秋节                            | مهرجان منتصف الخريف (اكتمال القمر)                                        | تناول كعك القمر، وجبة اتحاد الأسرة، يتعلق المهرجان بأسطورة تشانغ إي والأرنب اليشم والكاورد والفتاة ويفر، والتي تسمى أيضًا «عيد الشكر الصيني».                                                                           |
| اليوم التاسع من الشهر التاسع                                             | الثلاثاء 4 أكتوبر 2022  | - 重陽節 / 重阳节                            | مهرجان مزدوجة التاسعة (مهرجان تشونغيانغ)                                  | نزهة الخريف وتسلق الجبال، وبعض الصينيين أيضا زيارة قبور أسلافهم لتقديم العزاء. |
| يوم الانقلاب الشتوي (حوالي 21-22 ديسمبر)                                 | الخميس 22 ديسمبر 2022   | - 冬至                                       | مهرجان دونغجي (مهرجان الانقلاب الشتوي)                                    | أكل تانجيوان وجيونيانغ وأداء عبادة الأجداد، يوم العيد، والتجمعات العائلية، واسمه أيضا «عيد الشكر الصيني» |
| اليوم الثامن من الشهر الثاني عشر                                         | السبت 21 يناير 2023     | - 臘八節 / 腊八节                            | مهرجان لابا                                                               | هذا هو اليوم الذي حقق بوذا به التنوير. عادة ما تأكل الناس لابا كونجي، الذي يتكون من الحبوب والفواكه المختلطة. بداية التحضير للعام الصيني الجديد.                                                                       |
| آخر يوم من السنة القمرية                                                 | السبت 21 يناير 2023     | - 除夕 - 大年夜                              | ليلة رأس السنة الصينية الجديدة                                            | |

## العطلات الرسمية
يحتفل بالأعياد التقليدية بشكل عام في المناطق الناطقة بالصينية. ولكن ققط رأس السنة الصينية، مهرجان تشينغمينغ، ومهرجان قوارب التنين ومهرجان منتصف الخريف هي العطلات الرسمية القانونية في كل من الصين وتايوان في حين هونغ كونغ وماكاو تحتفلان أيضا بعيد ميلاد بوذا ومهرجان تشونغ يونغ. في سنغافورة وماليزيا السنة الصينية الجديدة هي العطلة الرسمية الصينية التقليدية الوحيدة.
كل منطقة لديها عطلاتها الخاصة مع هذه المجموعة الصينية التقليدية. الصين القارية وتايوان تحتفلان بالأعياد الوطنية، وهونغ كونغ وماكاو تحتفلان بالأعياد المسيحية، وماليزيا وسنغافورة تحتفلان بالأعياد الماليزية والهندية.

## روابط خارجية
- الاحتفالات الصينية التقلدية في china.org.cn